# Einar Engström (lexikograf)
Bror Fredrik Einar Engström, född 29 januari 1899 i Västerås, död 19 januari 1973 i Stockholm, var en svensk lexikograf med särskild inriktning på exportbefrämjande tekniska lexikon på de engelska, tyska och franska språken.
Han gifte sig 1922 med Gurli Särnblad (född 1905 i Västerås, död 1999 i Eskilstuna).
Efter Frans Schartaus Handelsskola i Stockholm arbetade han 1918–1922 i Stockholm för amerikanska företag, bland andra American Express Company.

## Tid i USA
1922 flyttade han till USA där han fortsatte sina studier i New York och kom efter arbete vid Bankers Trust Company att bli personlig assistent, först till börsmäklarna Richard Whitney och J Marble, samt senare J.P. Morgan Jr.'s personlige assistent, så kallad "wallet" då han bland annat organiserade samtliga i familjens utlandsresor.
Inför börskraschen 1929 återvände han med sin hustru till Sverige och arbetade i svenska exportföretag innan han 1940 anställdes som korrespondent vid LKAB i Kiruna. Under krigsåren handhade han den nationella och internationella kommunikation som erfordrades för utförsel av den järnmalm som bröts i Kirunagruvorna, samt kontakterna med säljbolaget Jernkontoret i Stockholm.

## Tekniska ordböcker
I korrespondensen med tyska och allierade intressen samlade han teknisk terminologi till ett första engelsk-svenskt tekniskt lexikon. Det utkom i sin första upplaga 1949.
1950 flyttade han till Helsingfors, Finland, och kom fram till sin död att producera ett 20-tal upplagor av tekniska lexikon på olika språk av vilka Engelsk-Svensk Teknisk Ordbok kom att bli den mest sålda.
Ordböckerna kom att bli de mest omfattande som publicerats inom det skandinaviska språkområdet och var rikslikare för tekniska översättningar inom svensk industri, näringsliv, forskning, undervisning och förvaltning. De finns till exempel på samtliga Exportrådets kontor världen över.
Som speciallexikon för svenska exportföretag hade de utomordentlig stor betydelse.
Efter Einar Engströms död fortsattes det lexikografiska arbetet av sonen, advokaten Hans Einar Engström.